# هان ديمنغ
هان ديمنغ (بالصينية: 韩德明) هو لاعب كرة قدم صيني، ولد في 22 يوليو 1986 في داليان في الصين. لعب مع نادي تشانغتشون ياتاي.